# مینای مشهدی
مینای مشهدی (Tanacetum joharchii) گیاهی صخره‌زی از تیرهٔ گل‌ستاره‌ای‌ها است که تنها رویشگاه آن ارتفاعات کوهستان‌های بینالود و هزارمسجد در استان خراسان رضوی است.
مینای مشهدی گیاهی چندساله با برگ‌های متراکم و کوتاه و گل‌های متعدد سفیدرنگ است.
این گل در سال ۲۰۰۸ توسط پژوهشگران پژوهشکده علوم گیاهی دانشگاه فردوسی مشهد در صخره‌های ارتفاعات ۲ هزار متری کوه بینالود کشف شد و به نام محمدرضا جوهرچی کاشف این گیاه نام‌گذاری شد.

## منبع
- شناسنامه مینای مشهدی در نمایه بین‌المللی نام گیاهان
- شهرت جهانی گل مینای ایرانی[پیوند مرده] روزنامهٔ جام جم، صفحهٔ ۱۲، ۱۰ اسفند ۱۳۸۸